# Răzvan Ducan
Răzvan Casian Ducan (n. 9 februarie 2001, Videle, România) este un fotbalist român, care joacă pe post de portar la FCV Farul în SuperLiga României.
Acesta este bine-cunoscut pentru prestația sa din meciul FCSB – TSC Bačka Topola 6–6 de la 17 septembrie 2020 când roș-albaștrii câștigau cu 5-4 la loviturile de departajare.